# Wasserturm Lüneburg

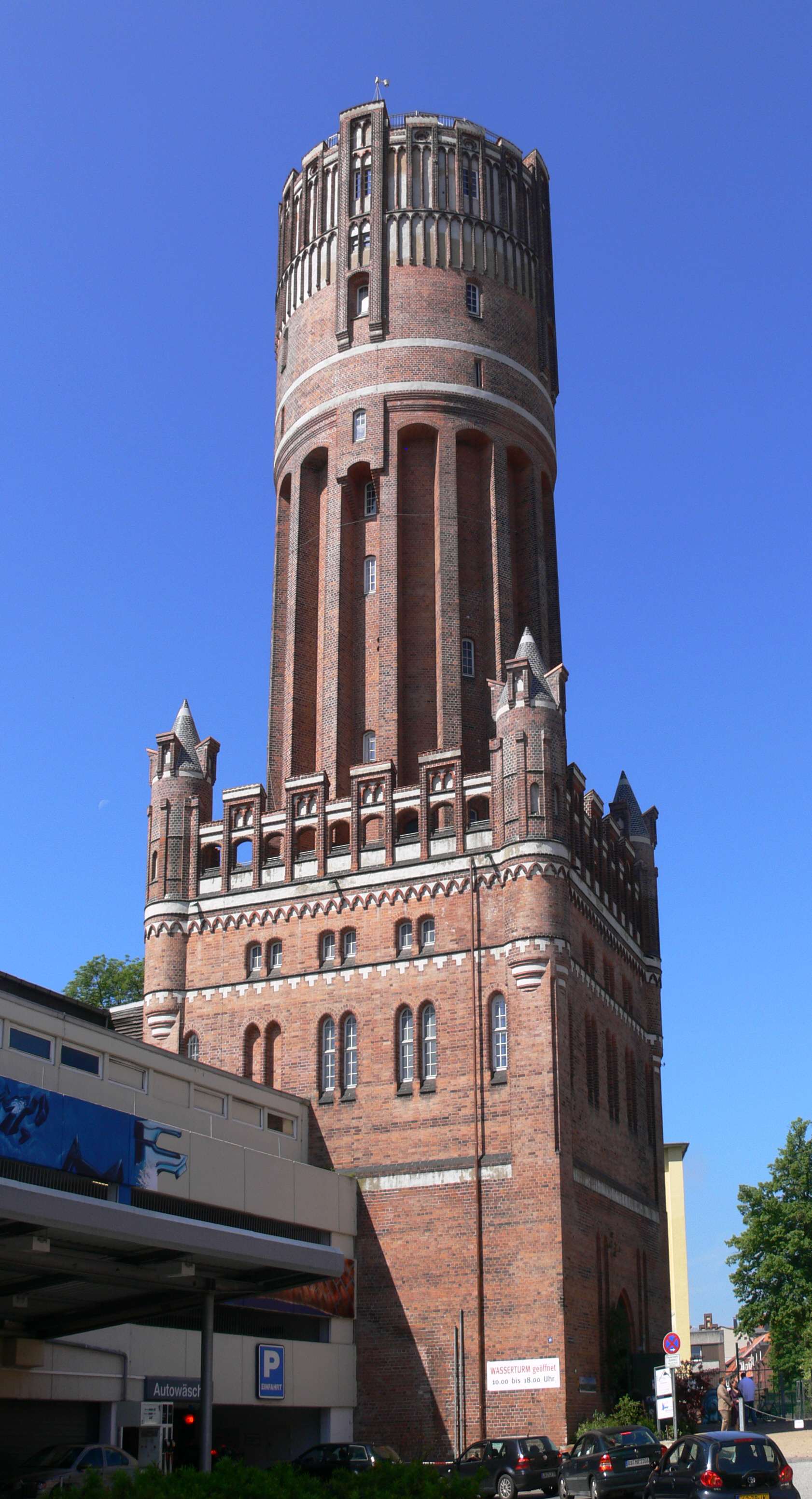
Der Wasserturm, links angrenzend das Parkhaus der inzwischen abgerissenen Nordlandhalle

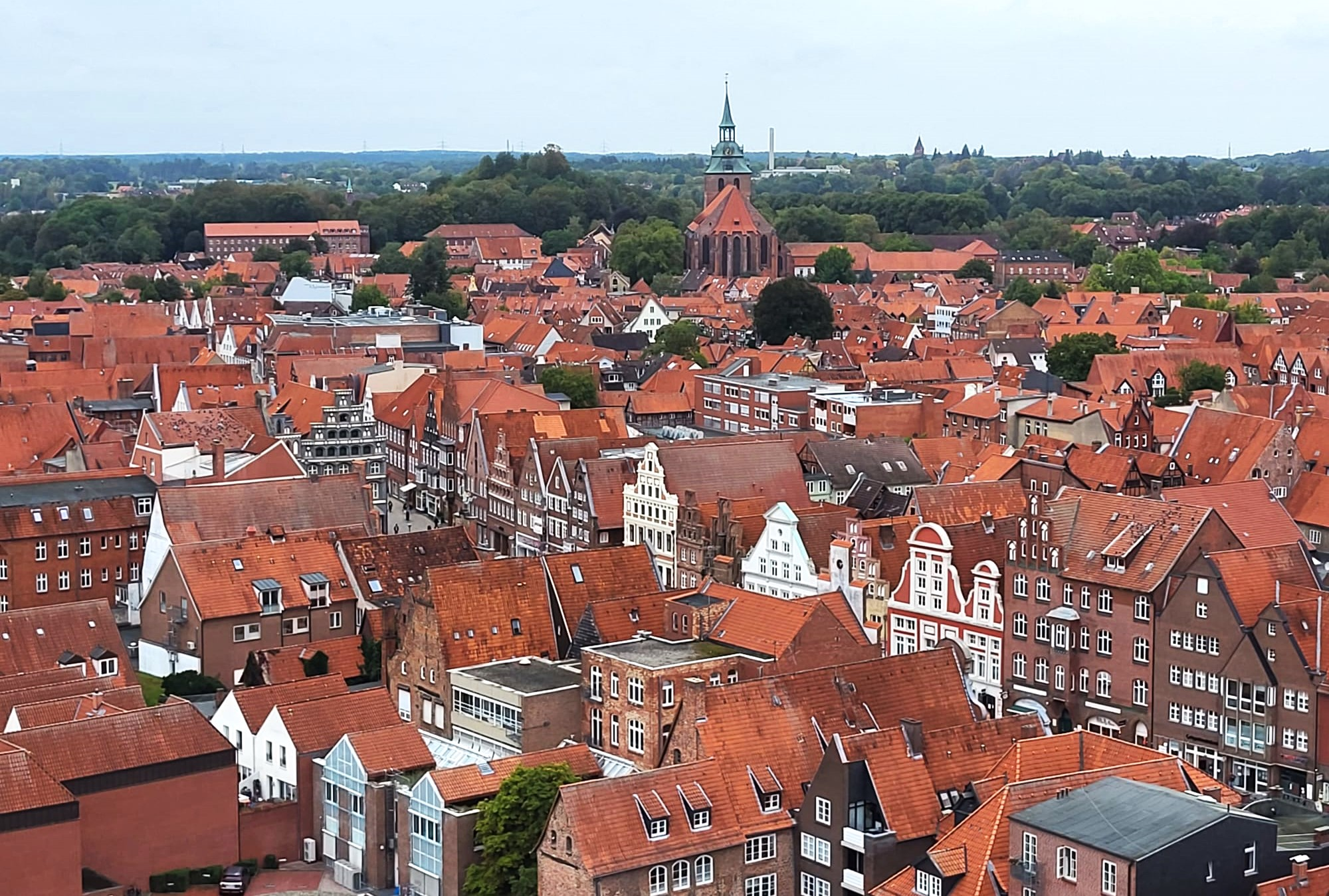
Blick vom Wasserturm auf die Innenstadt von Lüneburg

Der Lüneburger Wasserturm entstand zwischen 1905 und 1907 im Südosten der Lüneburger Altstadt. Der ehemalige Wasserturm dient heute als Aussichtsturm. Das Bauwerk steht heute zwischen einem Wohnkomplex auf dem Gelände der ehemaligen Nordlandhalle und dem als Oberschule dienenden alten Johanneum.
Der Bau des Turms geht auf einen Beschluss des Lüneburger Stadtrats vom 10. November 1904 zurück. Vorbild für die Gestaltung der Turmfassade war offensichtlich das Uenglinger Tor. Es stammt aus dem 15. Jahrhundert und diente als Stadttor der Hansestadt Stendal in der Altmark.
Der damalige Stadtbaumeister Richard Kampf (* 17. März 1859 in Hilden; † 14. Dezember 1919 in Lüneburg) entwarf die Skizze für den Turm, der Architekt Franz Krüger (* 6. Januar 1873 in Berlin; † 19. Mai 1936 in Lüneburg) übernahm die Ausarbeitung der Einzelzeichnungen sowie die Bauleitung. Von Kampf stammen unter anderem auch das ehemalige Magazin des Stadtarchivs an der Südseite des Rathauses und die Wilhelm-Raabe-Schule. Krüger plante unter anderem auch das Logenhaus, zwei Flügel des Museums für das Fürstentum Lüneburg und das Priorinnenhaus des Klosters Lüne.
Als Standort des Wasserturms wurde die Linie der kurz zuvor abgerissenen mittelalterlichen Befestigungsanlagen gewählt. Am 12. November 1907 wurde der 56 m hohe Turm in Betrieb genommen. Er ist heute das höchste nicht-kirchliche Bauwerk in der Innenstadt und besteht aus einem 18 Meter hohen Sockel mit quadratischem Grundriss und einem zylindrischen Aufbau. Der mit 16 Strebepfeilern gegliederte Turmschaft trägt den ummauerten Hochbehälter mit einem Volumen von 500 m³. Die Speicherkapazität des Behälters erwies sich recht bald als zu knapp bemessen, bereits 1913 reichte dieser Vorrat lediglich für einen Vormittag aus. Der Turm wurde mindestens einmal aufgestockt. Die mit einem hohen Zinnenkranz eingefasste Dachfläche des Sockelbaus war von Anfang an als Aussichtsplattform gedacht.
Im Sommer 1986 wurde das Bauwerk außer Dienst gestellt und die darin enthaltene Technik mit Ausnahme des eigentlichen Wasserbehälters verschrottet. Ein zunächst geplanter Abriss scheiterte an den Kosten, später wurde das Gebäude unter Denkmalschutz gestellt. Dies war innerhalb der Bevölkerung ob der immensen Größe – bereits der Sockel überragt die angrenzende Schule – nicht unumstritten. Ab 1997 wurde der Turm im Zuge der Expo 2000 saniert und steht seit Juni 2000 auf voller Höhe als Aussichtsturm zur Verfügung. Er wird von einem Trägerverein der benachbarten Oberschule unterhalten, der sich aus den Eintrittsgeldern und durch Vermietung von Veranstaltungsräumen finanziert. Die oberen Stockwerke des Turms sind teils museal eingerichtet. In den Veranstaltungsräumen der unteren Stockwerke finden im Wechsel Ausstellungen und kleine Konzerte statt. Auch das Standesamt der Stadt hat hier eine Nebenstelle, so dass Hochzeiten im Wasserturm stattfinden können. Ein Fahrstuhl befördert Gäste bis zur Ebene 6 des Turms. Von dieser sind es dann weitere 20 Stufen einer Wendeltreppe bis zur Aussichtsterrasse. Die Schüler der Oberschule bieten jährlich ca. 250 Führungen an. Mit über 100.000 Besucher pro Jahr hat sich der Wasserturm seit seiner Eröffnung im Jahr 2000 zu einem Wahrzeichen der Stadt entwickelt.
Das Standesamt der Hansestadt Lüneburg verfügt im Wasserturm über einen Trausaal auf der Ebene 2 und bietet dort Eheschließungen von Montag bis Samstag an.
Der Turm selbst befindet sich heute auf dem Gelände der Oberschule Stadtmitte, deren Schulhof sich vom Schulgebäude bis an den Turm erstreckt. Direkt angebaut an der Ostseite des Turms begann das Parkhaus der ehemaligen Nordlandhalle, ein wenig dekorativer Zweckbau der 1970er Jahre, der mittlerweile dem Wohnpark Am Wasserturm gewichen ist. Die Fassade des heutigen Parkhauses Stadtmitte ist an die Fassadenoptik des Wasserturms angepasst.